# Kreuzweg

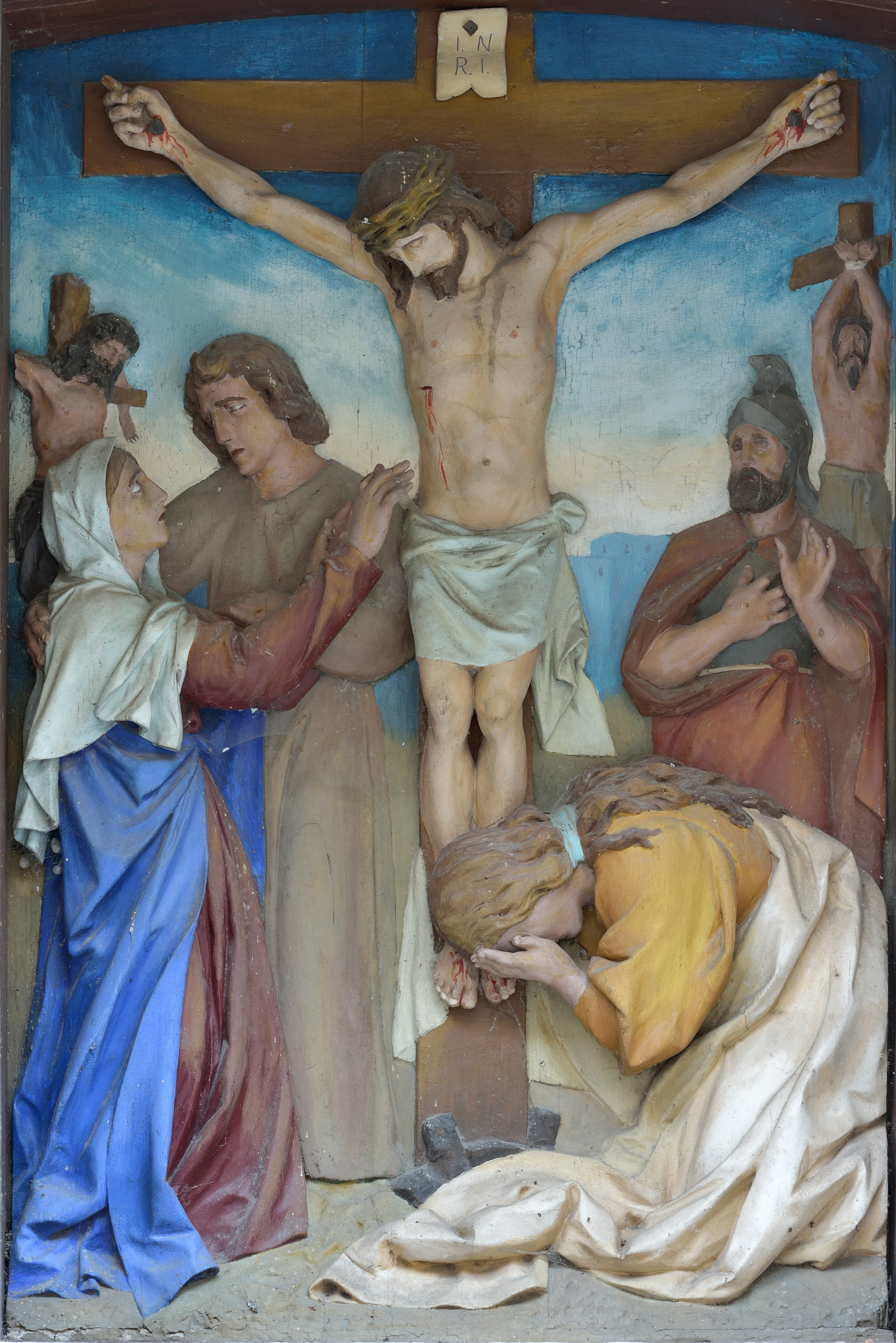
12. Station des Kreuzwegs – Jesus stirbt am Kreuz. Kreuzwegstation Ala, Italien.

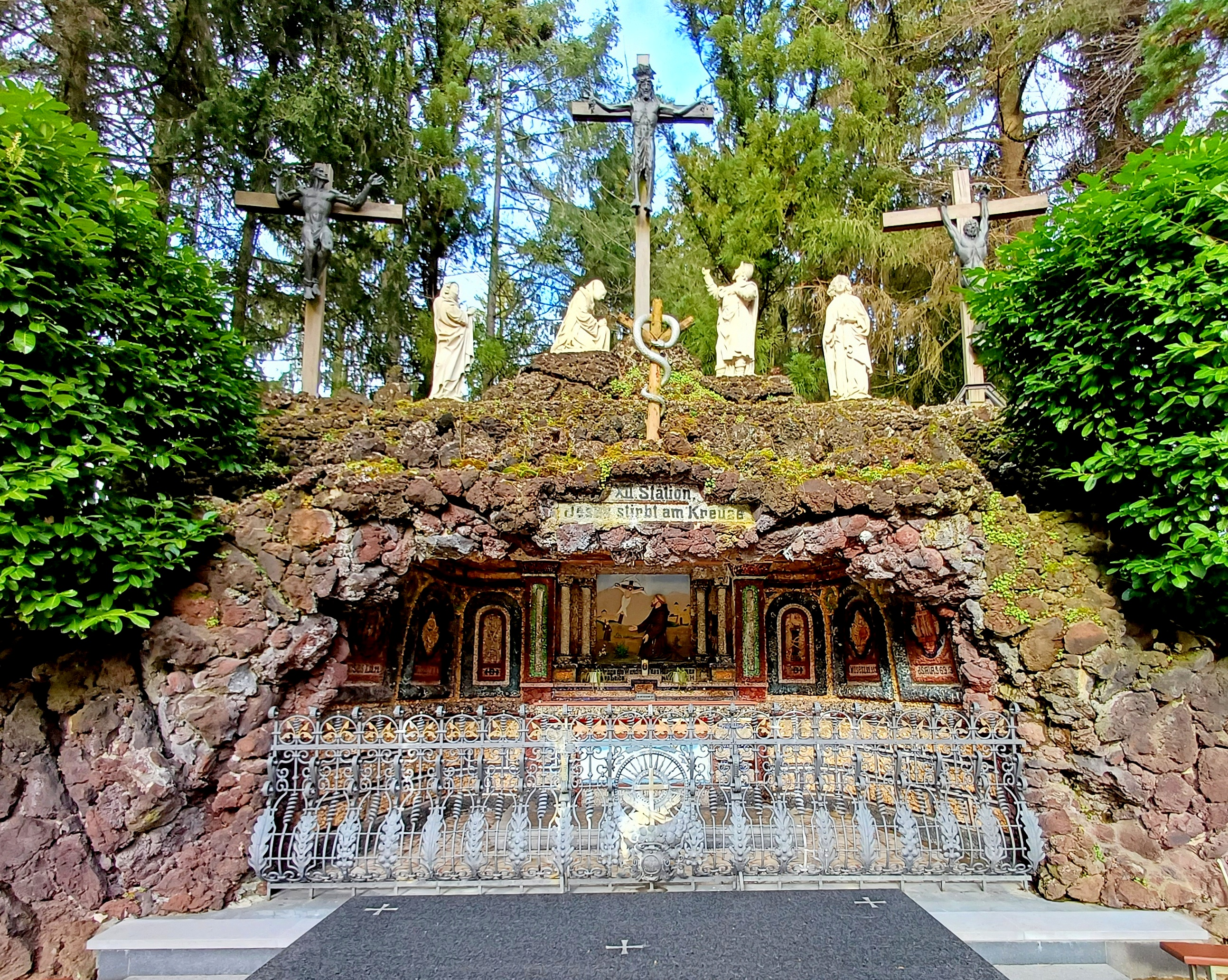
12. Station (Kreuzigungsgruppe) auf dem Kalvarienberg von Moresnet (Belgien)

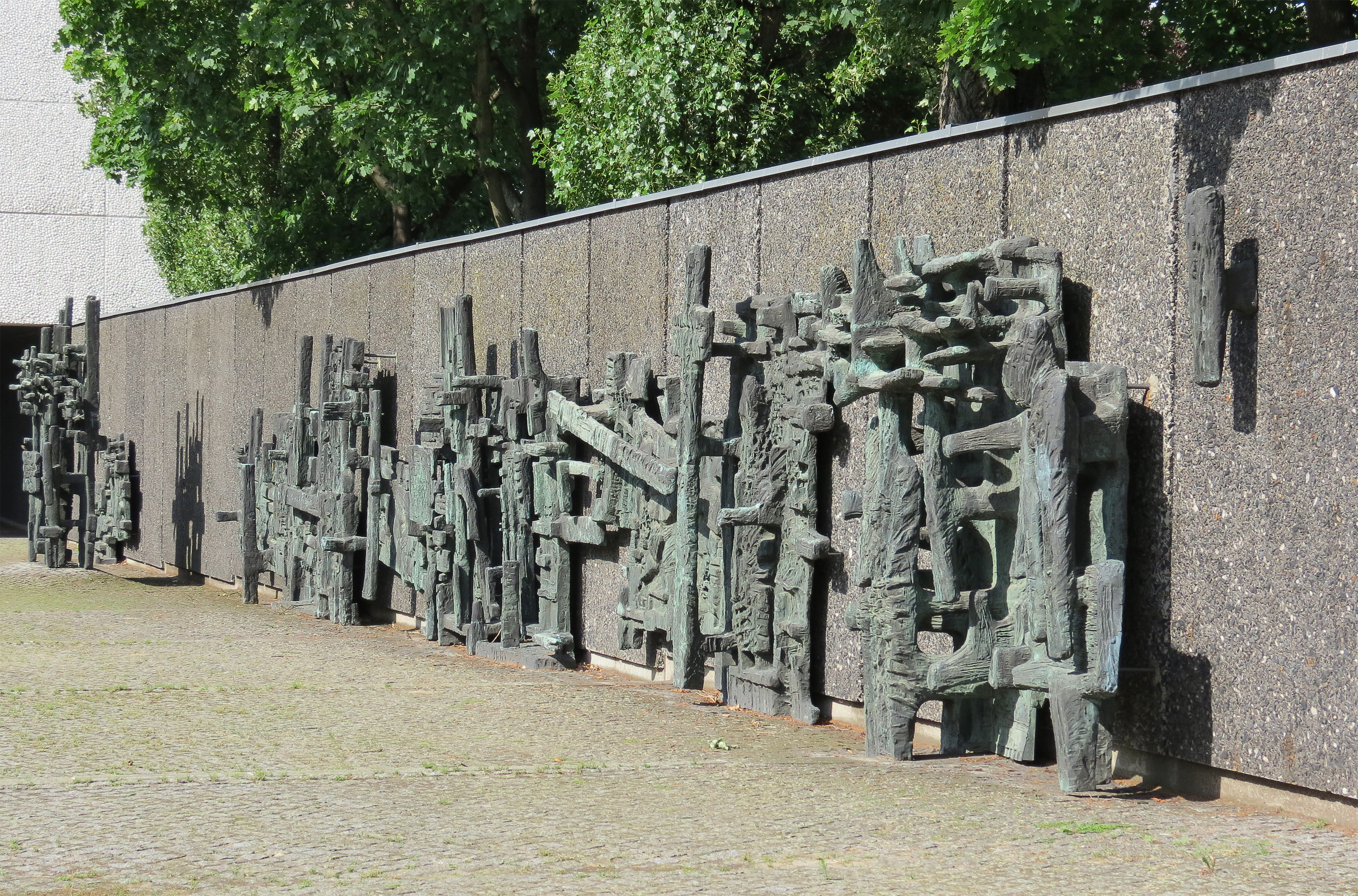
Kreuzweg im Feierhof der Gedenkkirche Maria Regina Martyrum (Berlin) von Otto Herbert Hajek

Als Kreuzweg (Weg des Kreuzes, lateinisch via crucis; auch Prozessionsweg) bezeichnet man einen der Via Dolorosa (‚schmerzensreiche Straße‘) in Jerusalem, dem Leidensweg Jesu Christi, nachgebildeten Stationsweg sowie eine Andachtsübung der römisch-katholischen Kirche, bei der der Beter den einzelnen Stationen dieses Weges folgt und dabei den Leidensweg Jesu betend nachvollzieht.
Die Darstellung der einzelnen Kreuzwegstationen – zuweilen auch Fußfallstationen genannt, weil die Beter an jeder Station niederknien – erfolgt meist als Bilderzyklus, seltener als Skulpturengruppe oder im Großen als Kalvarienberg mit Bildstöcken oder Kapellen. Kreuzwege können als Freilandkreuzweg, meist an einem Hang, ausgebildet sein und entsprechen hinsichtlich Lage und Entfernung ihrer Stationen im Idealfall den Verhältnissen in Jerusalem.
Seit dem 18. Jahrhundert soll zudem in jeder römisch-katholischen Kirche ein Kreuzweg vorhanden sein.

## Kreuzwegstationen

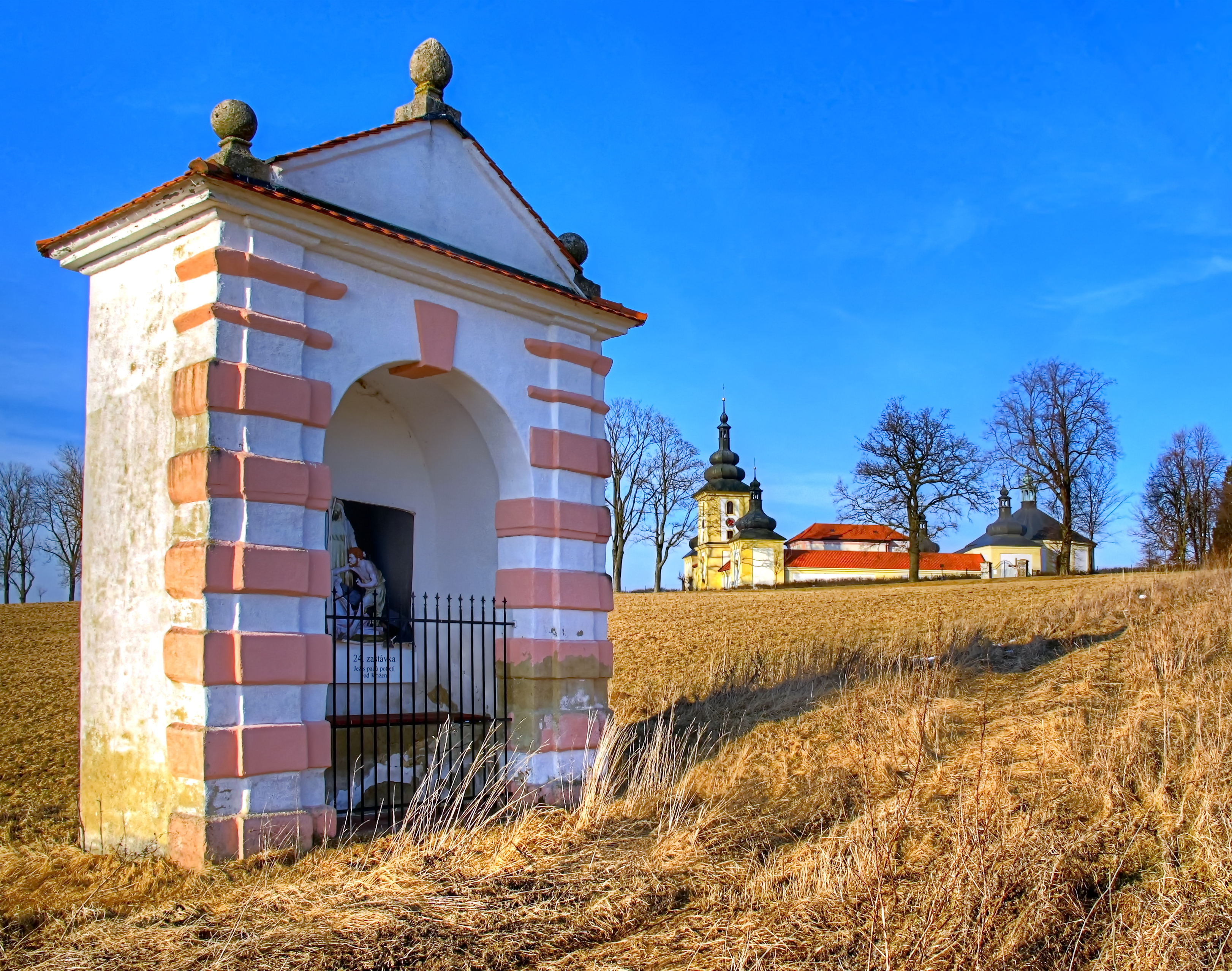
24. Kreuzwegstation in Maria Loreto bei Eger

In Jerusalem gingen seit dem im Mittelalter die Pilger vor allem am Karfreitag dem Leidensweg Jesu Christi zum Berg Golgota nach. Dabei hielt man anfangs nur an zwei Stationen inne, der Verurteilung beim Haus des Pilatus und der Kreuzigung bei Golgota. Nach und nach entstanden weitere Stationen, an denen der biblischen und der durch die Tradition überlieferten Stationen Jesu auf diesem Weg gedacht wurde. Dabei stand nicht ein Nachvollzug des historischen Geschehens im Vordergrund, sondern die geistige Nachfolge Christi auf der Via Dolorosa. Im 14. Jahrhundert fanden in Jerusalem unter der Führung der Franziskaner, die seit dem 13. Jahrhundert als Seelsorger im Heiligen Land tätig waren, Prozessionen auf dem Leidensweg Christi für Pilger statt. Die Verehrung des Leidensweges Jesu wurde durch die Pilger in ihre Heimatländer gebracht, und die Weiterentwicklung dort wirkte auf Gestaltung des Schmerzenswegs Jesu in Jerusalem zurück.
Die Franziskaner hatten für die Verbreitung des Kreuzwegs als Darstellung ebenso wie als Volksandacht die größte Bedeutung. Seit dem 13. Jahrhundert mit der Kustodie des Heiligen Landes betraut, ist ihre Frömmigkeit besonders an die Leidensmeditation gebunden. Der Ordensgründer Franz von Assisi war geprägt von einer ausgeprägten Leben-Jesu-Frömmigkeit (Christoformitas, ‚Christusförmigkeit‘) mit den Elementen der imitatio (Nachahmung) und compassio (Mitleiden). Er erfuhr seine spirituelle Berufung vor dem Kreuz von San Damiano in Assisi, und sie führte zur Stigmatisation, die Franziskus erfuhr. Zunächst konnten Ablässe durch das Gebet am Kreuzweg nur von Franziskanern und Angehörigen ihrer Ordensfamilie erworben werden. Benedikt XIII. weitete dieses Privileg 1726 auf alle den Kreuzweg betenden Gläubigen aus.
Am aufwändigsten gestaltet ist häufig die Darstellung der Kreuzigung Jesu als 7. bzw. 12. Station des Kreuzwegs – auch „Kreuzigungsgruppe“ oder „Golgatha-Gruppe“ genannt. Sie zeigt die drei Kreuze mit Jesus und den Schächern sowie Maria und Johannes sowie manchmal weiteren Personen unter dem Kreuz Jesu.
Vorläuferin des Kreuzwegs war in Mitteleuropa die Ölberggruppe, eine um 1500 verbreitete Darstellung der Todesangst Christi im Garten Getsemani.

### Sieben Stationen

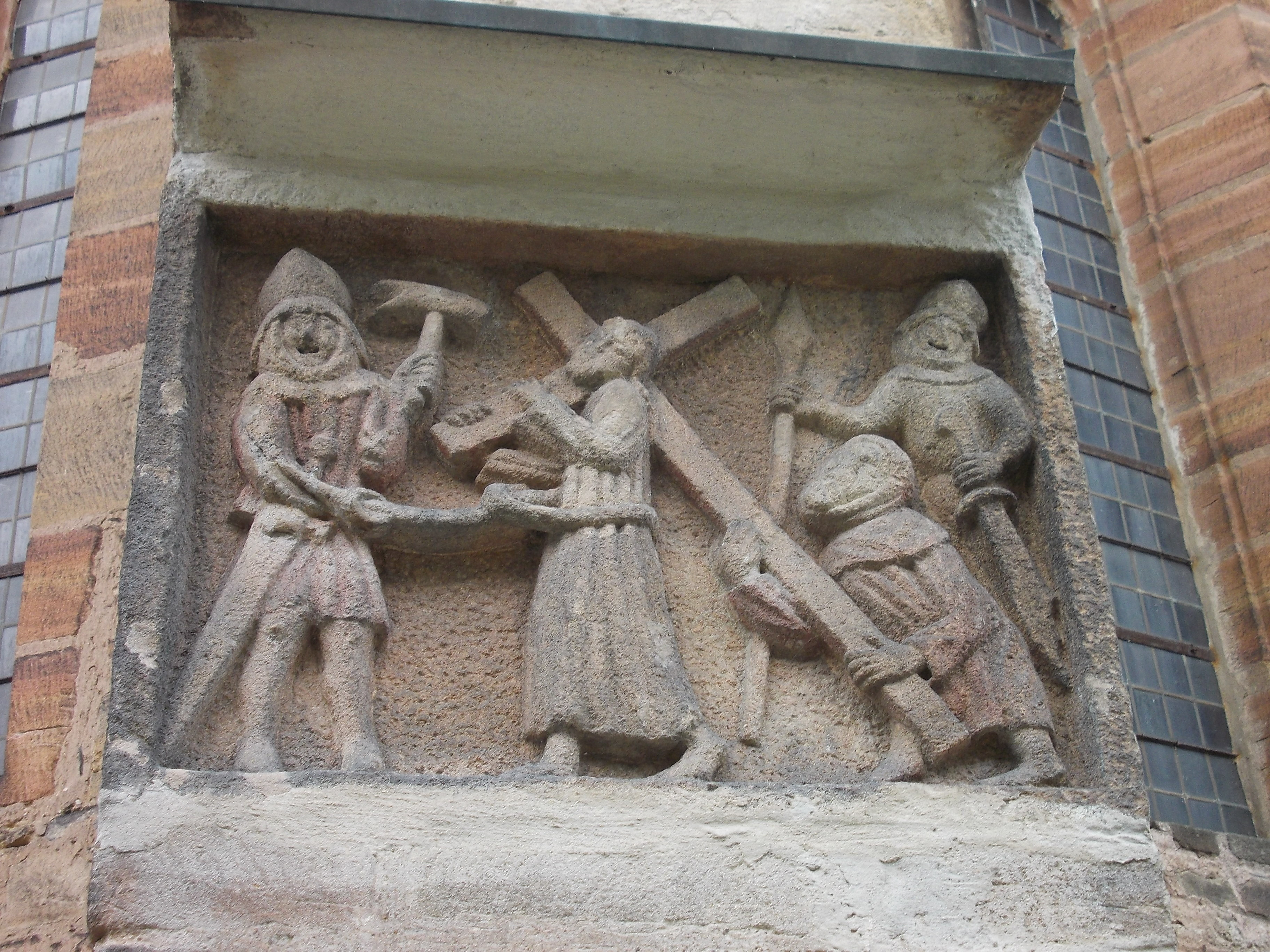
Station des Kreuzwegs an der Veitskirche (Berga-Wünschendorf)

Unter dem Einfluss der Passionsmystik, der Verknüpfung der sieben Tagzeiten des Stundengebets der Kirche mit Stationen der Passion Jesu und den sieben römischen Stationskirchen wurde der Kreuzweg im deutschen Sprachraum ebenfalls in sieben Stationen unterteilt, die die sieben Fälle Jesu oder die sieben Gänge Jesu genannt wurden. Daraus entwickelten sich die Sieben Fußfälle. Die ältesten Kreuzwege in Deutschland finden sich in Lübeck (Lübecker Kreuzweg, vollendet 1493), in Görlitz (Kreuzweg zum heiligen Grab, eingeweiht 1504), sowie in Nürnberg (Nürnberger Kreuzweg zum Johannisfriedhof mit Stationen von Adam Kraft) und in der Kirche St. Marien zu Homberg (Efze) (Sieben-Stationen-Kreuzweg). Noch 1718 wurden auf dem Kalvarienberg in Bad Tölz sieben Wegkapellen für die Darstellung der Sieben Fälle Christi gestiftet. Seit dem 17./18. Jahrhundert überwiegt aber der Kreuzweg mit 14 Stationen. Der Bamberger Kreuzweg von 1504 umfasst neun Stationen.

### Vierzehn Stationen
Seit der Zeit um 1600 wurden Kreuzwege mit vierzehn bebilderten Stationen errichtet. Sie zeigten den Weg Jesu von der Verurteilung durch Pontius Pilatus bis zur Kreuzigung und Grablegung. Die 13. und 14. Station – Kreuzabnahme und Grablegung – wurden 1625 von dem spanischen Franziskaner Antonio Daza hinzugefügt. Als 15. Station diente die jeweilige Kirche als Abbild der Grabeskirche von Jerusalem. Diese Form geht auf den Franziskaner Leonhard von Porto Maurizio zurück. Papst Clemens XII. erkannte im Jahr 1731 mit seinem Breve Unterweisungen über die Art, wie man den Kreuzweg abhalten soll diese Form des Kreuzwegs als kanonisch an und bedachte ihn mit Ablässen; die Franziskaner erhielten das Privileg, Kreuzwege zu errichten. An vielen Franziskanerklöstern entstanden nun Kreuzwege nach diesem Modell. In seinem letzten Lebensjahr baute Leonhard von Porto Maurizio mit päpstlicher Erlaubnis Kapellen mit den vierzehn Kreuzwegstationen in die Arena des Kolosseums ein, was die bis heute begangene Tradition des Kreuzwegs an diesem Ort begründete.

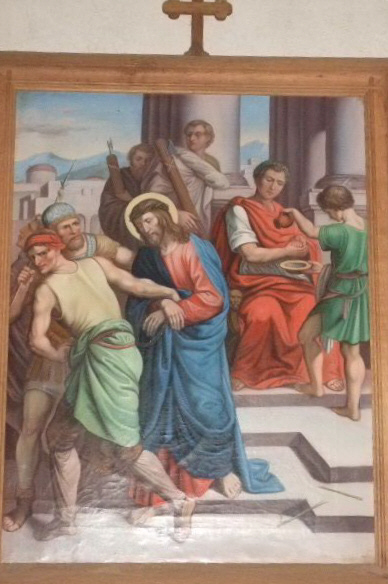
Erste Station – Jesus wird zum Tode verurteilt, typisches Beispiel eines Führich-Kreuzwegs in St. Georg in Bermatingen

Als Bestandteil der Ausstattung von Kirchenräumen entstand der vierzehnteilige Kreuzwegzyklus gegen Ende des 17. Jahrhunderts. An den Wänden wurden vierzehn Stationen mit Holzkreuzen markiert, unter denen sich meist eine bildliche oder plastische Darstellung der jeweiligen Kreuzwegstation befand. Obwohl dieser Kreuzweg zunächst auf Kirchen des Franziskanerordens beschränkt war, blieb wegen der großen Beliebtheit dieser Andachtsform schließlich kaum mehr eine katholische Pfarrkirche ohne einen solchen Kreuzweg. Besonders im 19. Jahrhundert war der vierzehnteilige Kreuzwegzyklus innerhalb von Kirchenräumen sehr verbreitet. Joseph von Führich und seine Schüler schufen im Nazarener-Stil das Genre der Führich-Kreuzwege, die in vielen Kirchen Mitteleuropas und Nordamerikas präsent sind.
Diese Tradition der Kreuzwege in Kirchenräumen setzte sich im 20. Jahrhundert fort, wobei außer unauffälligen Kreuzwegbildern auch bedeutende Kunstwerke entstanden.
Gelegentlich werden in den Stationen auch andere Szenen als die traditionellen 14 (siehe unten) dargestellt, so beispielsweise Jesu Verhaftung, Verhöhnung, Auspeitschung oder die Krönung mit einer Dornenkrone, dafür dann, um es bei 14 Stationen zu belassen, nur ein Fall unter dem Kreuz.
Der Kreuzweg, der zur Wallfahrtskirche Maria Loreto in Böhmen nahe der Stadt Eger führt, umfasst siebenundzwanzig Kreuzwegstationen.

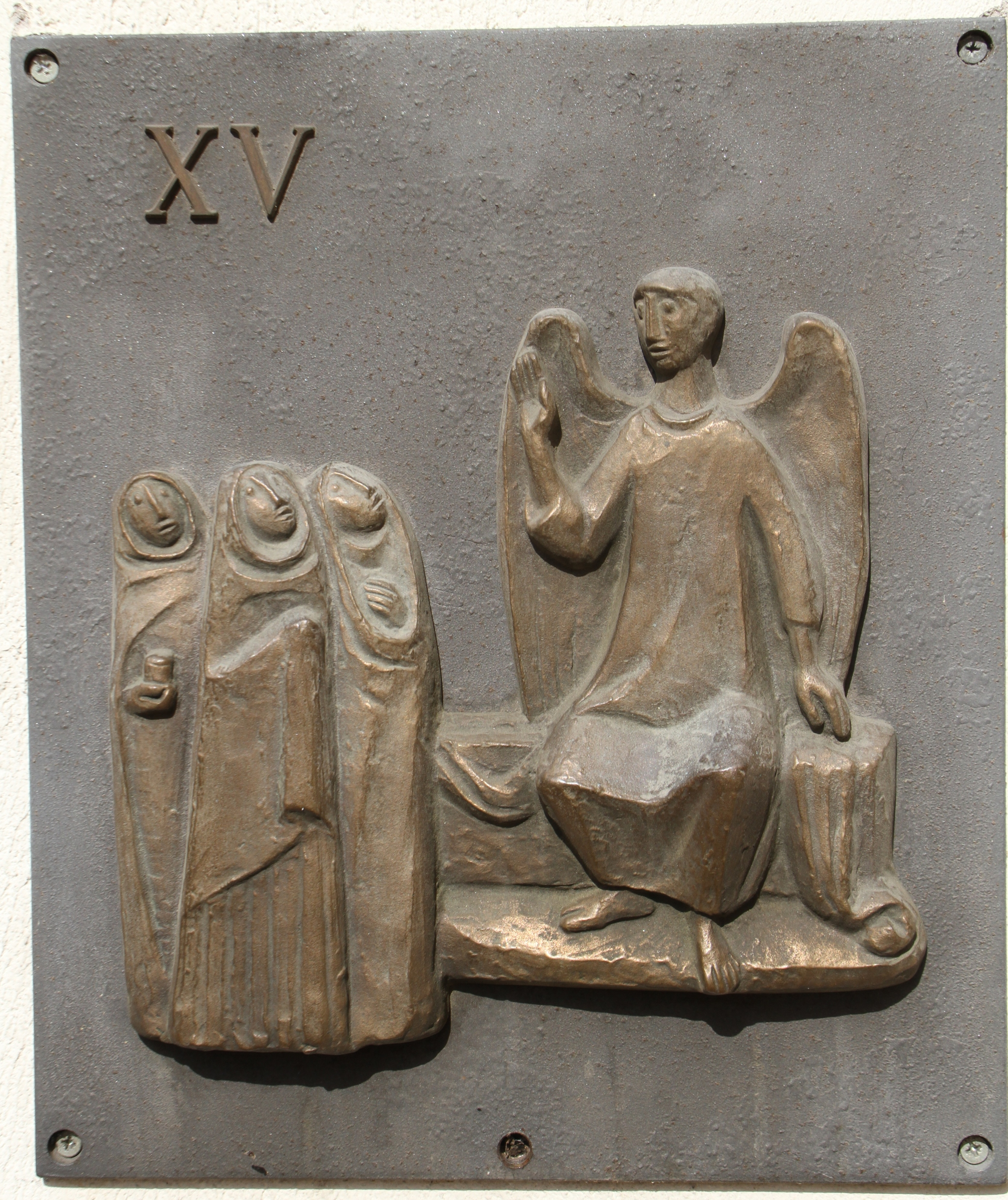
Der Engel am leeren Grab nach der Auferstehung Jesu Christi als 15. Kreuzwegstation in Auer (Südtirol)

### Fünfzehn Stationen
In manchen Barockkirchen in Süddeutschland, besonders im Bistum Augsburg, erscheint als fünfzehnte Station die Kreuzauffindung durch Kaiserin Helena. Ein Beispiel dafür ist der Kreuzweg in Gosheim von 1734, andere Beispiele dafür finden sich in Taiting und Dasing im Bistum Augsburg, in St. Nikolaus in Sirchenried sowie in der Klosterkirche von Kloster Roggenburg (1752–1758).
Mitunter findet sich auch eine Darstellung der Auferstehung Jesu Christi (das leere Grab oder der auferstandene Christus) als 15. Station. Seit einiger Zeit gibt es nach dem Vorbild des Kreuzwegs auch die Via Lucis, die der Meditation österlicher Ereignisse dient.
In der Pfarrkirche Mater Dolorosa in Berlin zeigt die 15. Station des Kreuzwegs von Hans Wachter die Begegnung der beiden Emmausjünger mit Jesus.

Der 1993 wieder hergestellte 14-Stationen-Kreuzweg von 1858, der von Gilching (Obb.) zur Wallfahrtskirche St. Rasso in Grafrath (Obb.) führt, wurde erst nachträglich noch um eine 15. Station ergänzt 

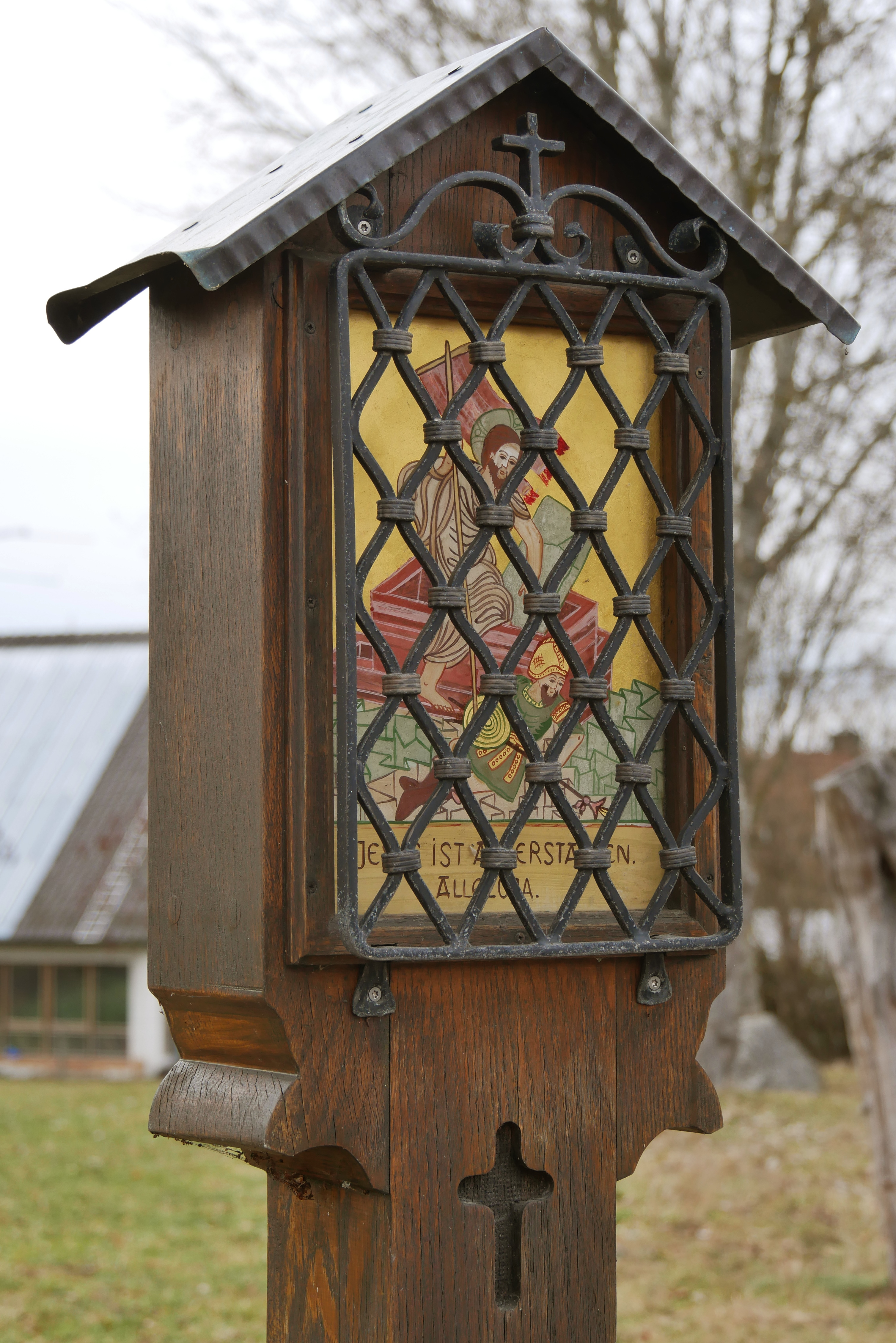
15. Kreuzwegstation in Grafrath-Unteralting: "Jesus ist auferstanden. Alleluia"

### Doloris mysteria
Ab der Barockzeit entwickelten sich auch Kalvarienberge auf Basis der fünf Schmerzhaften Geheimnisse (doloris mysteria) des Rosenkranzes. Ein solcher aus dem späten 17. Jahrhundert findet sich etwa in Maria Plain bei Salzburg. Dort befindet sich auch ein Rosenkranzweg mit 15 Stationen von 1705.

### Kreuzwegstationen
| Station | Name                                                                  | Bibelstellen, in denen die Stationen erwähnt werden | Weitere, in der Andacht verwendete Bibelstellen |
| ------- | --------------------------------------------------------------------- | --- | ----------------------------------------------- |
| 1       | Jesus wird zum Tode verurteilt                                        | Mt 27,22–26 : Pilatus sagte zu ihnen: Was soll ich dann mit Jesus tun, den man den Messias nennt? Da schrien sie alle: Ans Kreuz mit ihm! Er erwiderte: Was für ein Verbrechen hat er denn begangen? Da schrien sie noch lauter: Ans Kreuz mit ihm! [...] Darauf ließ er Barabbas frei und gab den Befehl, Jesus zu geißeln und zu kreuzigen. Vgl. auch Mk 15,1–15 ; Lk 23,13–25 ; Joh 18,28 –19,16 . |                                                 |
| 2       | Jesus nimmt das Kreuz auf seine Schultern                             | Mt 27,27–31 : Da nahmen die Soldaten des Statthalters Jesus, führten ihn in das Prätorium, das Amtsgebäude des Statthalters, und versammelten die ganze Kohorte um ihn. Sie zogen ihn aus und legten ihm einen purpurroten Mantel um. Dann flochten sie einen Kranz aus Dornen; den setzten sie ihm auf und gaben ihm einen Stock in die rechte Hand. Sie fielen vor ihm auf die Knie und verhöhnten ihn, indem sie riefen: Heil dir, König der Juden! Und sie spuckten ihn an, nahmen ihm den Stock wieder weg und schlugen ihm damit auf den Kopf. Nachdem sie so ihren Spott mit ihm getrieben hatten, nahmen sie ihm den Mantel ab und zogen ihm seine eigenen Kleider wieder an. Vgl. auch Mk 15,16–20 , Joh 19,16–17 . |                                                 |
| 3       | Jesus fällt zum ersten Mal unter dem Kreuz                            | Station wird in der Bibel nicht erwähnt. | Jes 53,4–6                                      |
| 4       | Jesus begegnet seiner Mutter                                          | Station wird in der Bibel nicht erwähnt. | Lk 2,34–35,51                                   |
| 5       | Simon von Cyrene hilft Jesus das Kreuz tragen                         | Mt 27,32 : Auf dem Weg trafen sie einen Mann aus Zyrene namens Simon; ihn zwangen sie, Jesus das Kreuz zu tragen. Vgl. auch Mk 15,21 ; Lk 23,26 . | Mt 16,24 ; Mt 5,41                              |
| 6       | Veronika reicht Jesus das Schweißtuch                                 | Station wird in der Bibel nicht erwähnt. | Jes 53,2–3 ; Ps 27,8–9                          |
| 7       | Jesus fällt zum zweiten Mal unter dem Kreuz                           | Station wird in der Bibel nicht erwähnt. | Klgl 3,1–2,9,16                                 |
| 8       | Jesus begegnet den weinenden Frauen                                   | Lk 23,28–31 : Jesus wandte sich zu ihnen um und sagte: Ihr Frauen von Jerusalem, weint nicht über mich; weint über euch und eure Kinder! Denn es kommen Tage, da wird man sagen: Selig die Frauen, die unfruchtbar sind, die nicht geboren und nicht gestillt haben. Dann wird man zu den Bergen sagen: Fallt auf uns!, und zu den Hügeln: Deckt uns zu! Denn wenn das mit dem grünen Holz geschieht, was wird dann erst mit dem dürren werden? |                                                 |
| 9       | Jesus fällt zum dritten Mal unter dem Kreuz                           | Station wird in der Bibel nicht erwähnt. | Klgl 3,27–32                                    |
| 10      | Jesus wird seiner Kleider beraubt                                     | Mt 27,33–36 : So kamen sie an den Ort, der Golgota genannt wird, das heißt Schädelhöhe. Und sie gaben ihm Wein zu trinken, der mit Galle vermischt war; als er aber davon gekostet hatte, wollte er ihn nicht trinken. Nachdem sie ihn gekreuzigt hatten, warfen sie das Los und verteilten seine Kleider unter sich. Dann setzten sie sich nieder und bewachten ihn. Vgl. auch Mk 15,24 ; Lk 23,34 ; Joh 19,23–24 . |                                                 |
| 11      | Jesus wird ans Kreuz genagelt                                         | Mt 27,37–42 : Über seinem Kopf hatten sie eine Aufschrift angebracht, die seine Schuld angab: Das ist Jesus, der König der Juden. Zusammen mit ihm wurden zwei Räuber gekreuzigt, der eine rechts von ihm, der andere links. Die Leute, die vorbeikamen, verhöhnten ihn, schüttelten den Kopf und riefen: Du willst den Tempel niederreißen und in drei Tagen wieder aufbauen? Wenn du Gottes Sohn bist, hilf dir selbst, und steig herab vom Kreuz! Auch die Hohenpriester, die Schriftgelehrten und die Ältesten verhöhnten ihn und sagten: Anderen hat er geholfen, sich selbst kann er nicht helfen. Er ist doch der König von Israel! Er soll vom Kreuz herabsteigen, dann werden wir an ihn glauben. Vgl. auch Mk 15,22–27 ; Lk 23,33 ; Joh 19,18–19                                                                                           |                                                 |
| 12      | Jesus stirbt am Kreuz                                                 | Mt 27,45–50,54 : Von der sechsten bis zur neunten Stunde herrschte eine Finsternis im ganzen Land. Um die neunte Stunde rief Jesus laut: Eli, Eli, lema sabachtani?, das heißt: Mein Gott, mein Gott, warum hast du mich verlassen? Einige von denen, die dabeistanden und es hörten, sagten: Er ruft nach Elija. Sogleich lief einer von ihnen hin, tauchte einen Schwamm in Essig, steckte ihn auf einen Stock und gab Jesus zu trinken. Die anderen aber sagten: Laß doch, wir wollen sehen, ob Elija kommt und ihm hilft. Jesus aber schrie noch einmal laut auf. Dann hauchte er seinen Geist aus. Als der Hauptmann und die Männer, die mit ihm zusammen Jesus bewachten, das Erdbeben bemerkten und sahen, was geschah, erschraken sie sehr und sagten. Wahrhaftig, das war Gottes Sohn! Vgl. auch Mk 15,33–41 ; Lk 23,44–49 ; Joh 19,25–30 . |                                                 |
| 13      | Jesus wird vom Kreuz abgenommen und in den Schoß seiner Mutter gelegt | Mt 27,57–59 : Gegen Abend kam ein reicher Mann aus Arimathäa namens Josef; auch er war ein Jünger Jesu. Er ging zu Pilatus und bat um den Leichnam Jesu. Da befahl Pilatus, ihm den Leichnam zu überlassen. Josef nahm ihn und hüllte ihn in ein reines Leinentuch. Vgl. auch Mk 15,42–46 ; Lk 23,50–53 ; Joh 19,38 . |                                                 |
| 14      | Der heilige Leichnam Jesu wird in das Grab gelegt                     | Mt 27,60–61 : Dann legte er ihn in ein neues Grab, das er für sich selbst in einen Felsen hatte hauen lassen. Er wälzte einen großen Stein vor den Eingang des Grabes und ging weg. Auch Maria aus Magdala und die andere Maria waren dort; sie saßen dem Grab gegenüber. Vgl. auch Mk 15,46–47 ; Lk 23,53–56 ; Joh 19,39–42 . |                                                 |
| 15      | Auferstehung Jesu Christi                                             | Mk 16,1–8 , Mt 28,1–8 , Lk 24,1–12 , Joh 20,1–10 |                                                 |

## Kreuzwegandacht
Die Kreuzwegandacht, eine „fromme Übung“ („pium exercitium“), ist in der katholischen und der anglikanischen Kirche ein vielfach gemeinsam oder einzeln verrichtetes Gebet vor den Kreuzwegstationen. Die Beter gedenken dabei auch der Leidenden der Gegenwart, die ungerecht verurteilt, gefoltert, getötet, ihres Lebensunterhalts beraubt oder verspottet werden. Die Andacht kann zu jeder Zeit gebetet werden, besonders aber an Freitagen, in der Fastenzeit und in der gesamten Karwoche. Der Kreuzweg eignet sich nach katholischer und anglikanischer Auffassung auch für die persönliche Meditation oder Andachten in der Familie. Als Ausdruck für das Beten des Kreuzwegs ist auch „den Kreuzweg gehen“ geläufig.

## Papst-Kreuzweg am Kolosseum

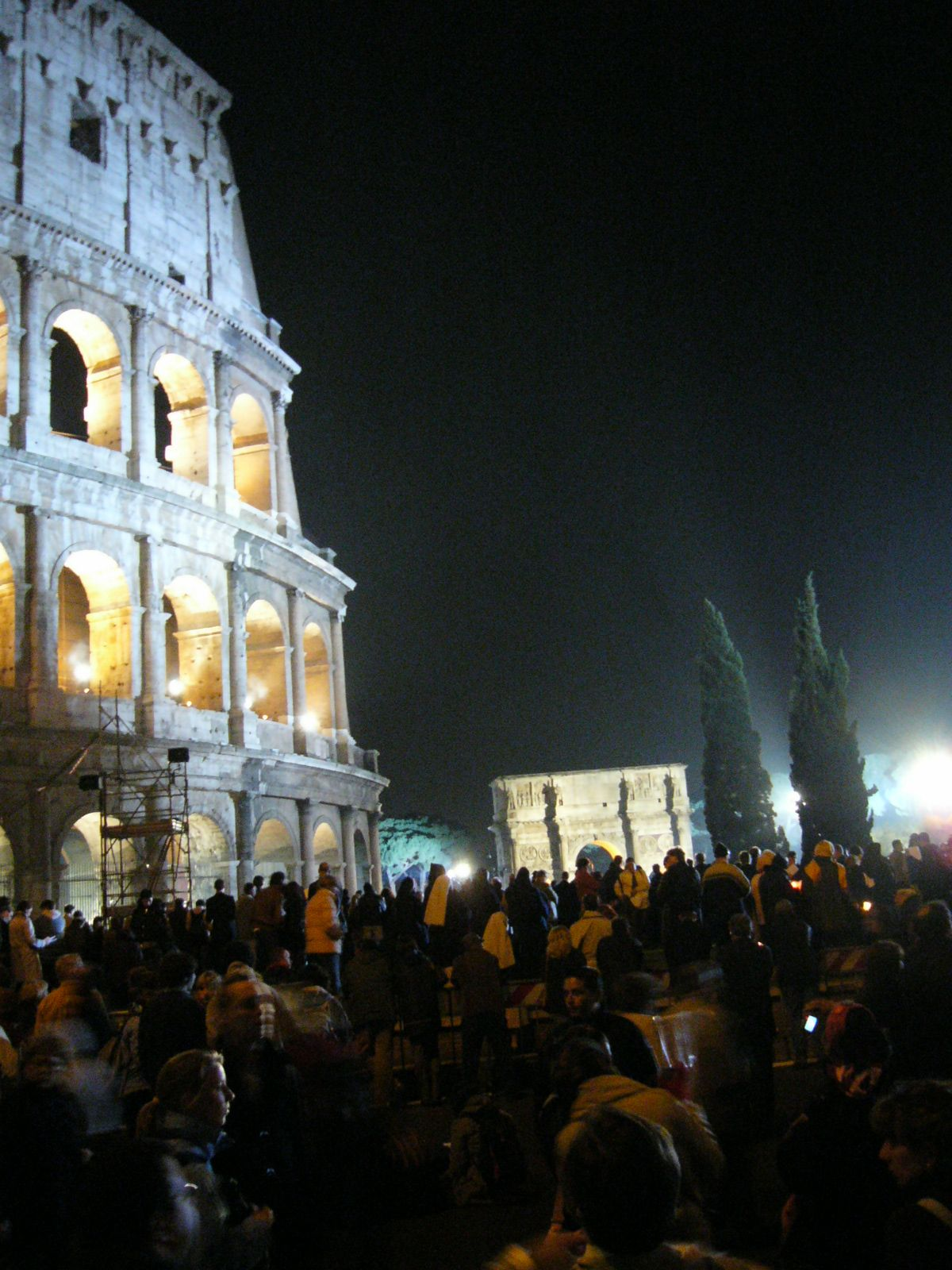
Kreuzwegandacht 2007 im Kolosseum

1964 griff Papst Paul VI. ein älteres Vorbild wieder auf. Seither findet jedes Jahr ein Kreuzweg am Kolosseum in Rom mit dem Papst statt. Die Andachtsform des Kreuzwegs (siehe oben) kam in der ersten Hälfte des 17. Jahrhunderts aus Spanien nach Italien. Einer der stärksten Apostel des Kreuzwegs war der bereits erwähnte hl. Franziskaner Leonardo von Porto Maurizio († 1751) Er selbst errichtete mehr als 572 Viae Crucis, einschließlich der berühmten vierzehn Stationen im Kolosseum, mit denen Papst Benedikt XIV. ihn zum Abschluss des Hl. Jahres 1750 beauftragte. Benedikt XIV. hatte das Kolosseum 1750 zur Gedenkstätte für christliche Märtyrer der Antike erklärt.
Von 1970 bis 1978 leitete Papst Paul VI. den Kreuzweg zu biblischen Texten (1970), zu Texten von Papst Leo dem Großen (1971), der Heiligen Augustinus (1972), Franz von Sales (1973), Ambrosius (1974), Paul vom Kreuz (1975), von Kirchenvätern (1976), der hl. Theresa (1977) und des hl. Bernhard von Clairvaux (1978).
Der erste von Johannes Paul II. angeleitete Kreuzweg wurde von Texten Pauls VI. begleitet (1979), 1980 mit Texten der Benediktsregel, 1981 mit solchen der hl. Katharina von Siena, 1982 des hl. Bonaventura und 1983 mit Texten der sel. Angela von Foligno.
Zum Abschluss des außerordentlichen Heiligen Jahres 1984 schrieb Papst Johannes Paul II. die Meditationen zu den einzelnen Stationen selbst. Seit 1985 wünschte er, dass verschiedene Gläubige den Kreuzweg gestalten. Am Kreuzweg am Kolosseum nehmen jedes Jahr mehrere 10.000 Gläubige teil. Papst Benedikt XVI. setzte die Tradition seines Vorgängers fort und stand bei den Feierlichkeiten im Triduum Sacrum als Papst dem Kreuzweg am Karfreitag selbst vor. In den letzten Jahren wurde jedes Jahr eine andere Person damit betraut, die Texte für den Kreuzweg zu verfassen.
Teilweise wurden „modifizierte“ Stationen der via crucis biblica gebetet, so in den Jahren 1991, 2007 und 2008. Das war erstmals im Heiligen Jahr 1975 der Fall; 2010 kommentierte Kardinal Ruini (siehe unten) allerdings wieder die traditionellen Stationen.

## Beispiele

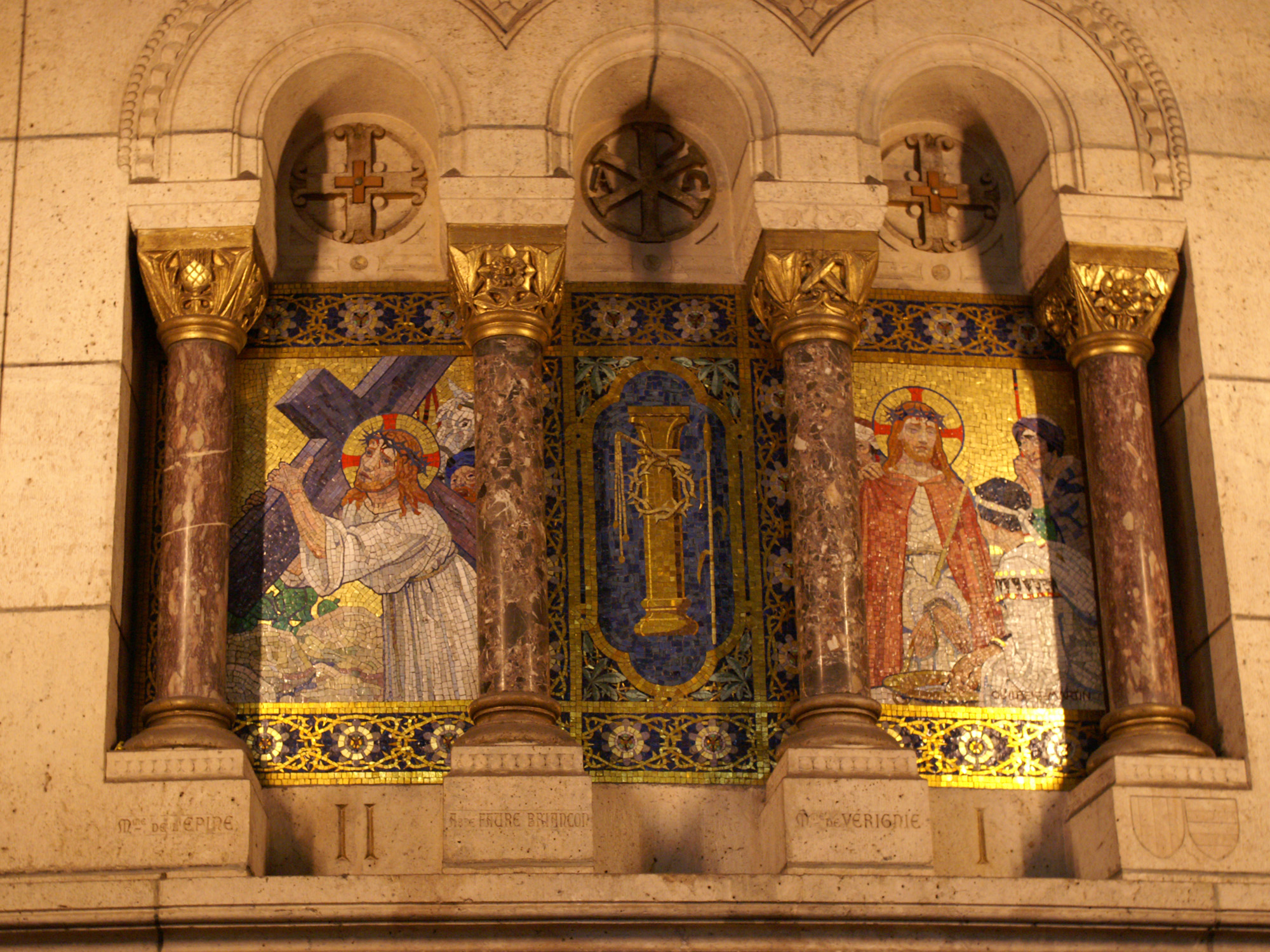
Erste und zweite Station in Sacré-Cœur de Montmartre
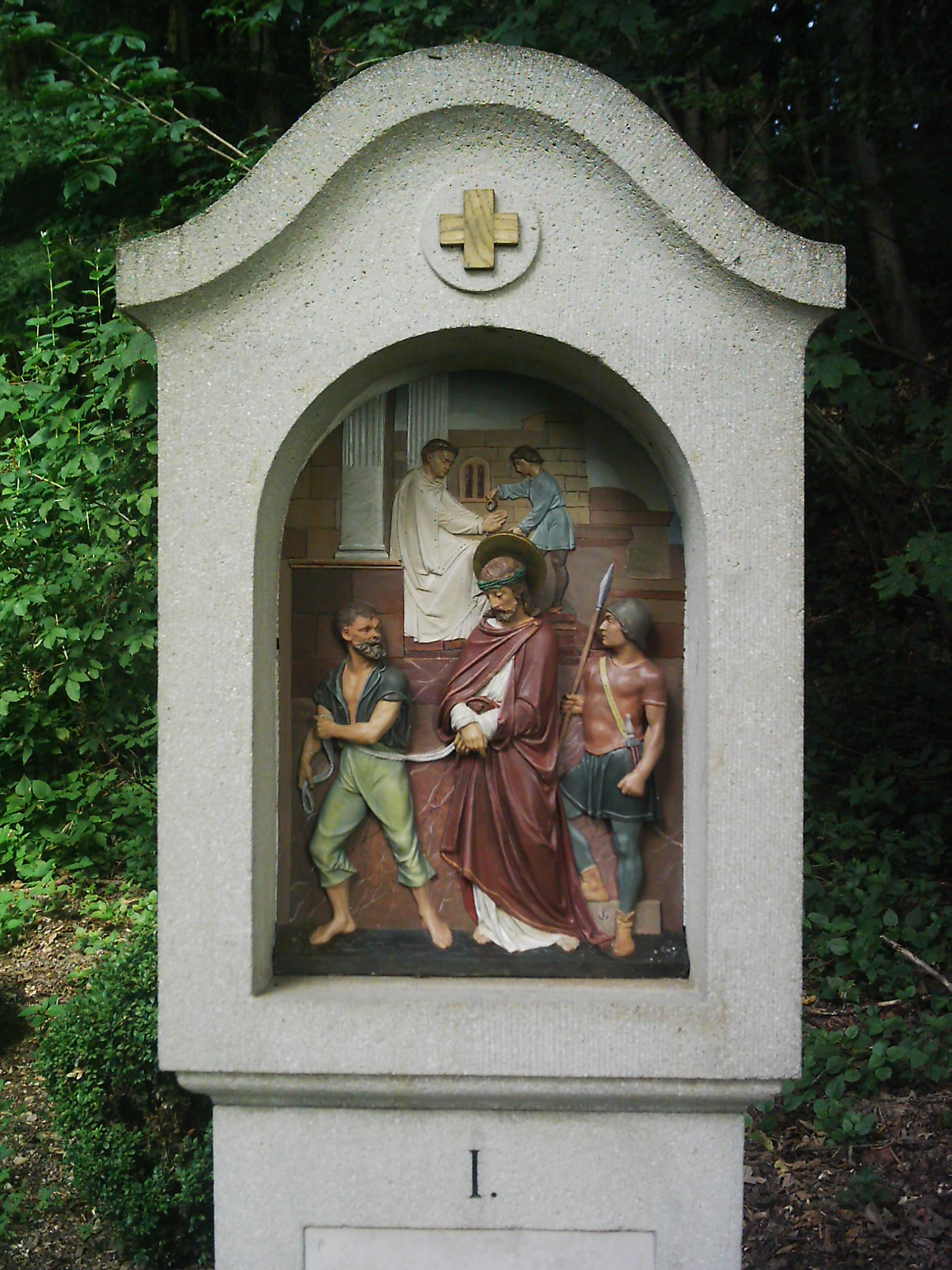
Erste Station des Kreuzwegs in Zell
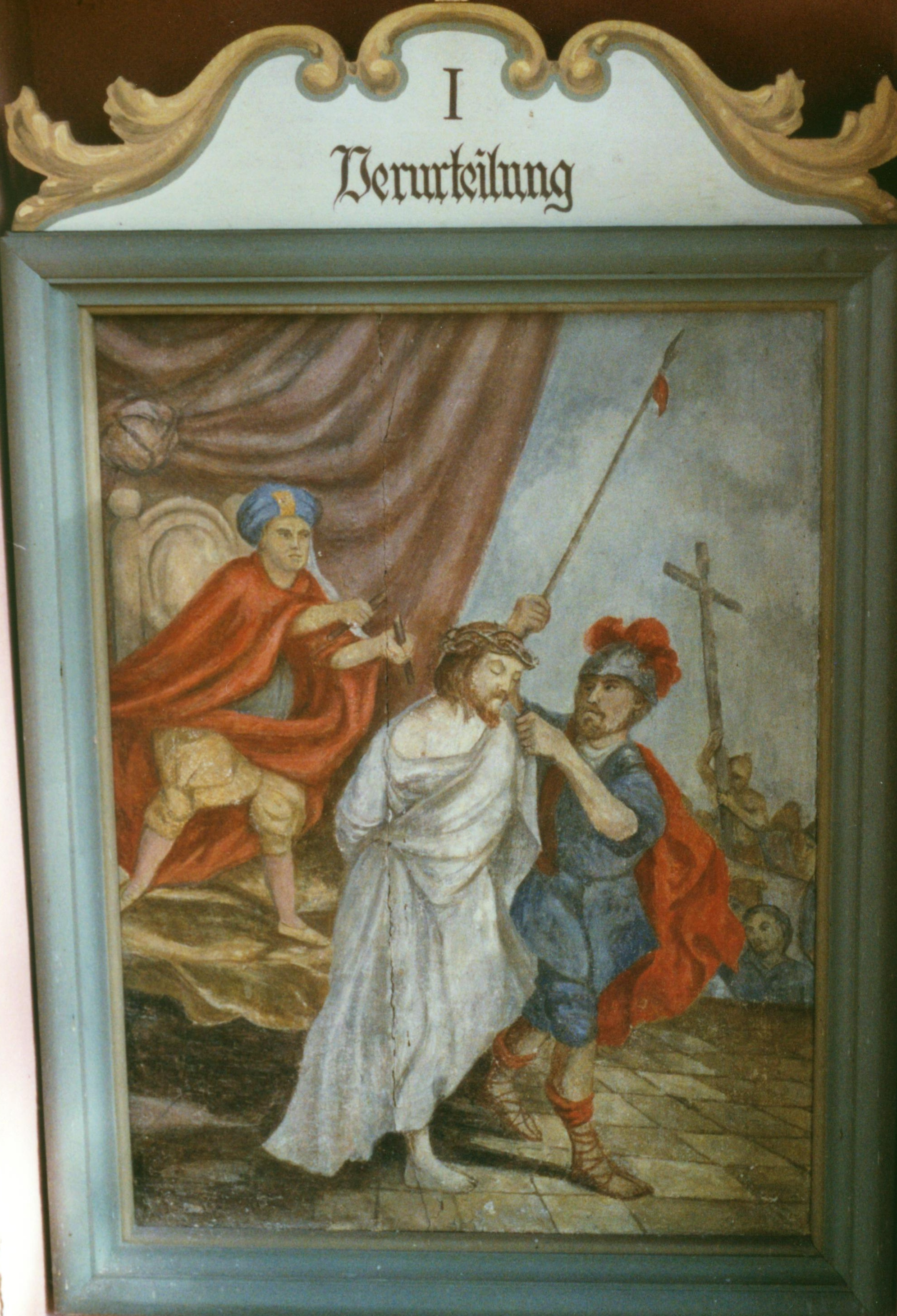
Kreuzweg in Wenigmünchen, Oberbayern, erste Station
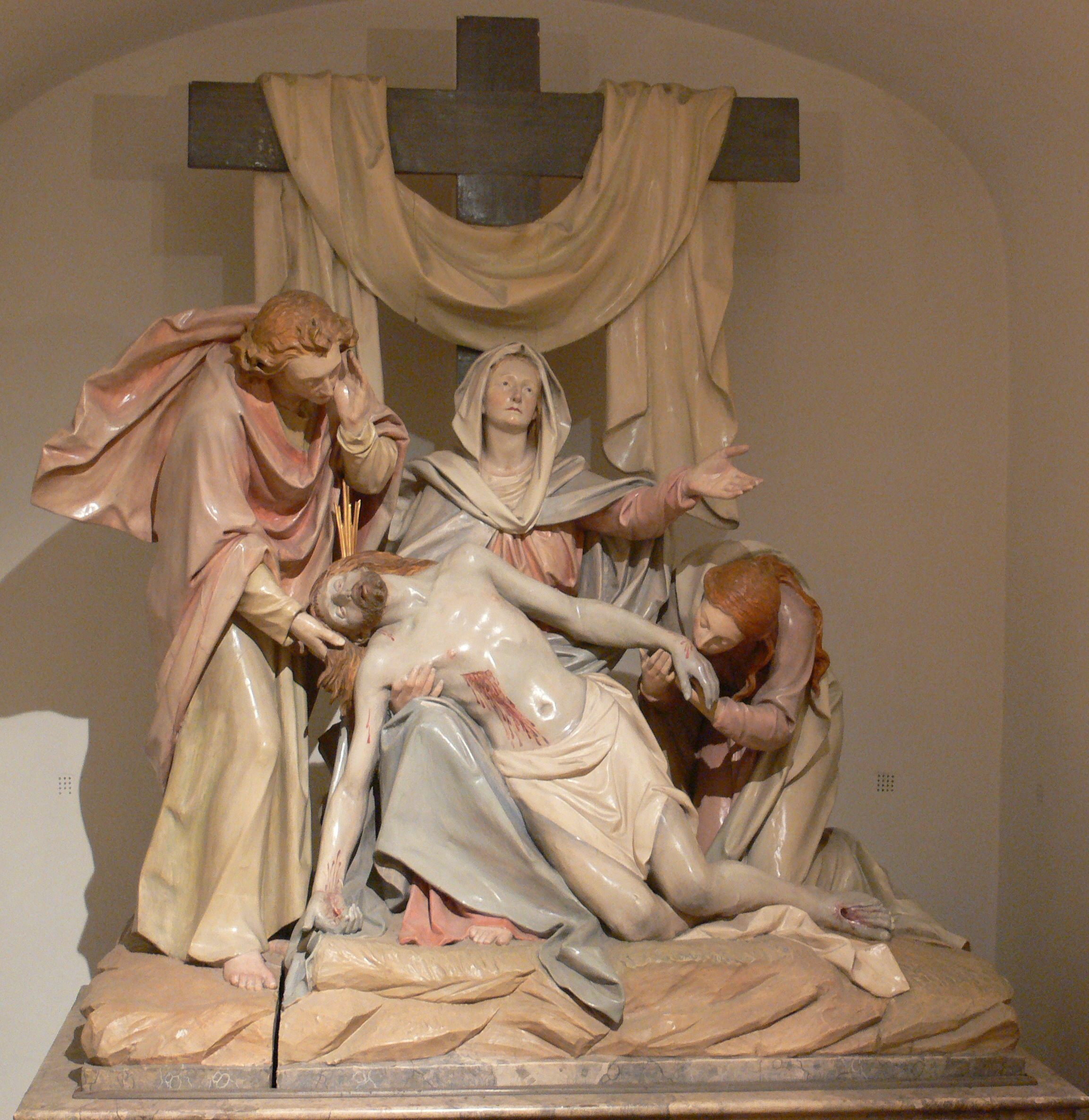
Bürgersaal München: Kreuzweg in der Unterkirche
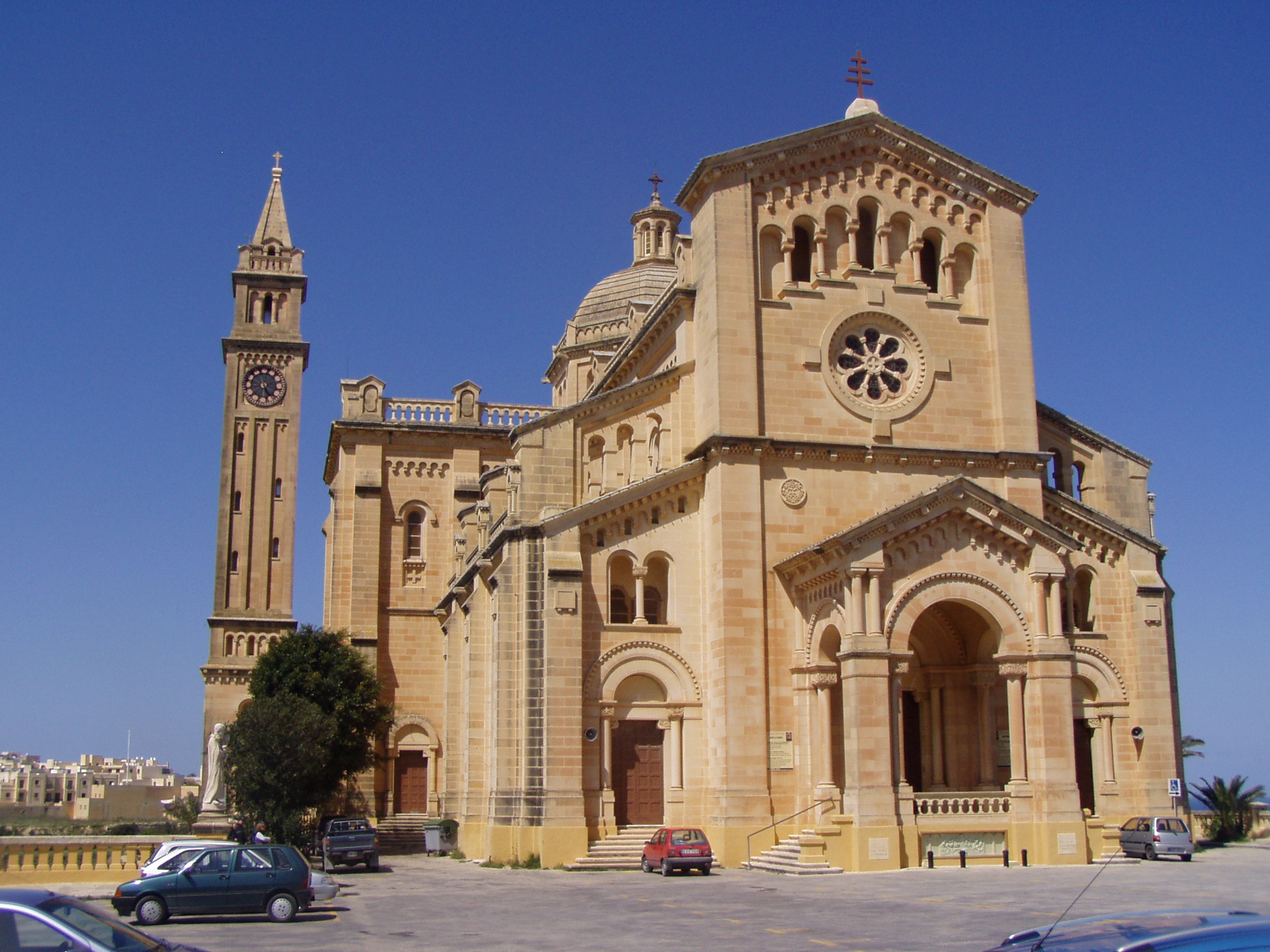
Basilika ta’ Pinu, erste Station der Via Crucis auf Gozo
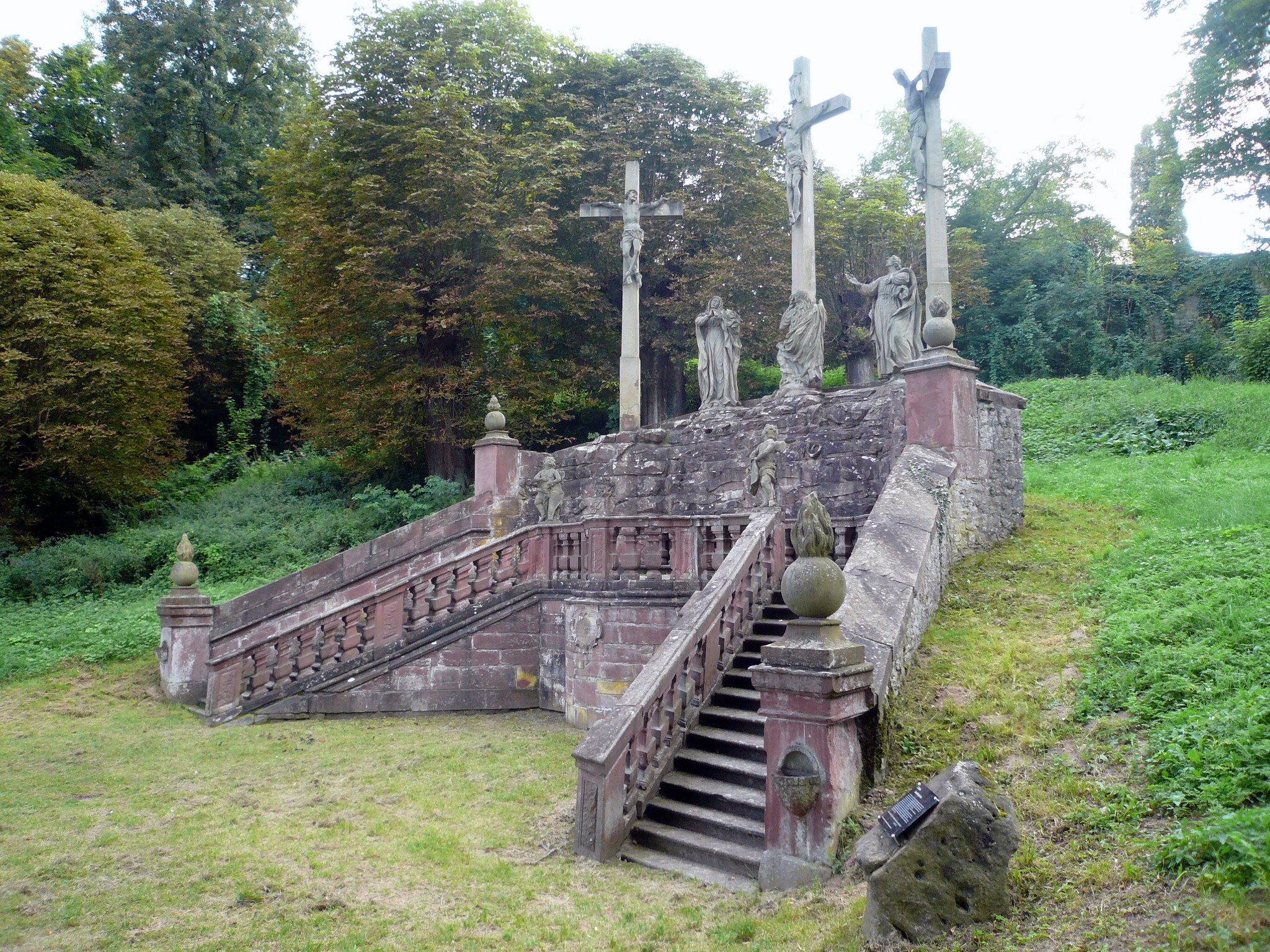
Kapellenkreuzweg Kloster Altstadt
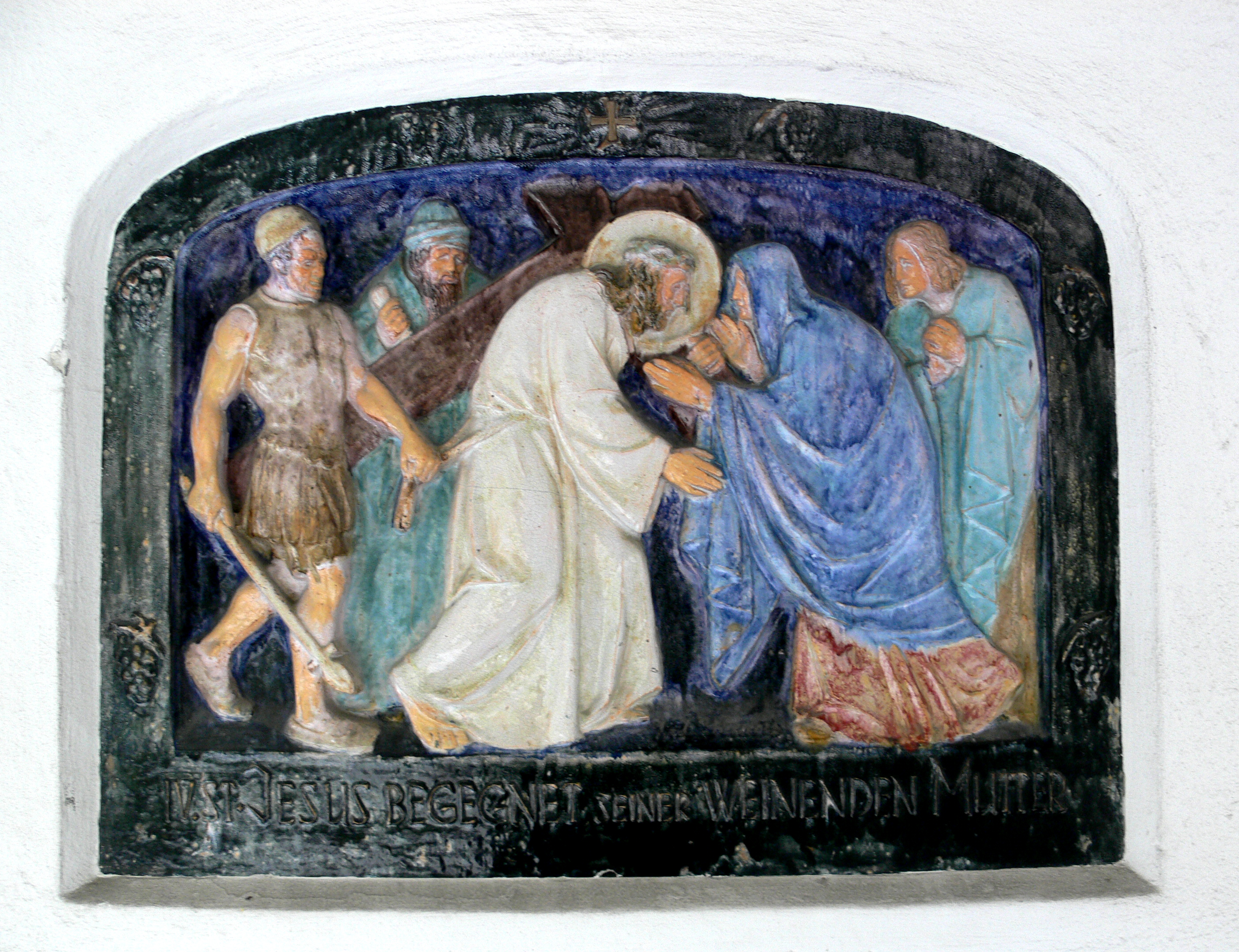
Kreuzweg im Umgang der Altöttinger Kapelle
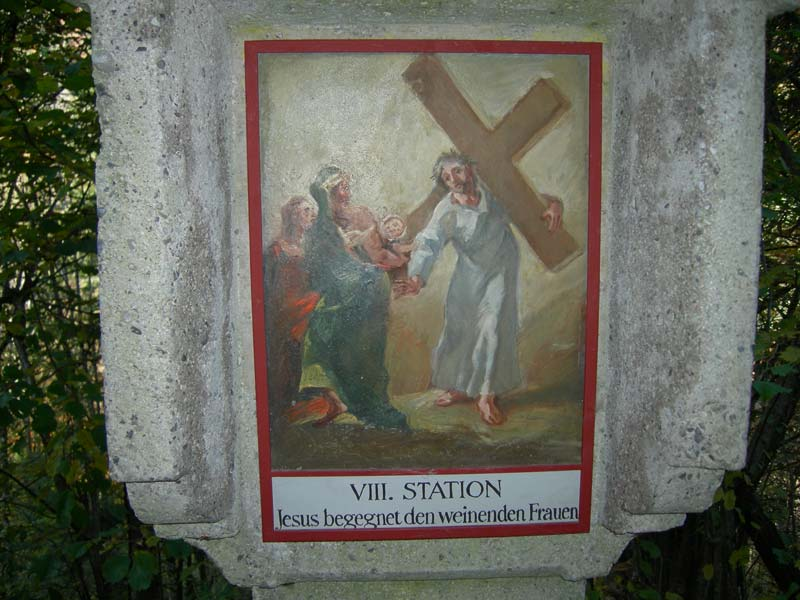
8. Station Kreuzweg Abtei St. Georgenberg-Fiecht
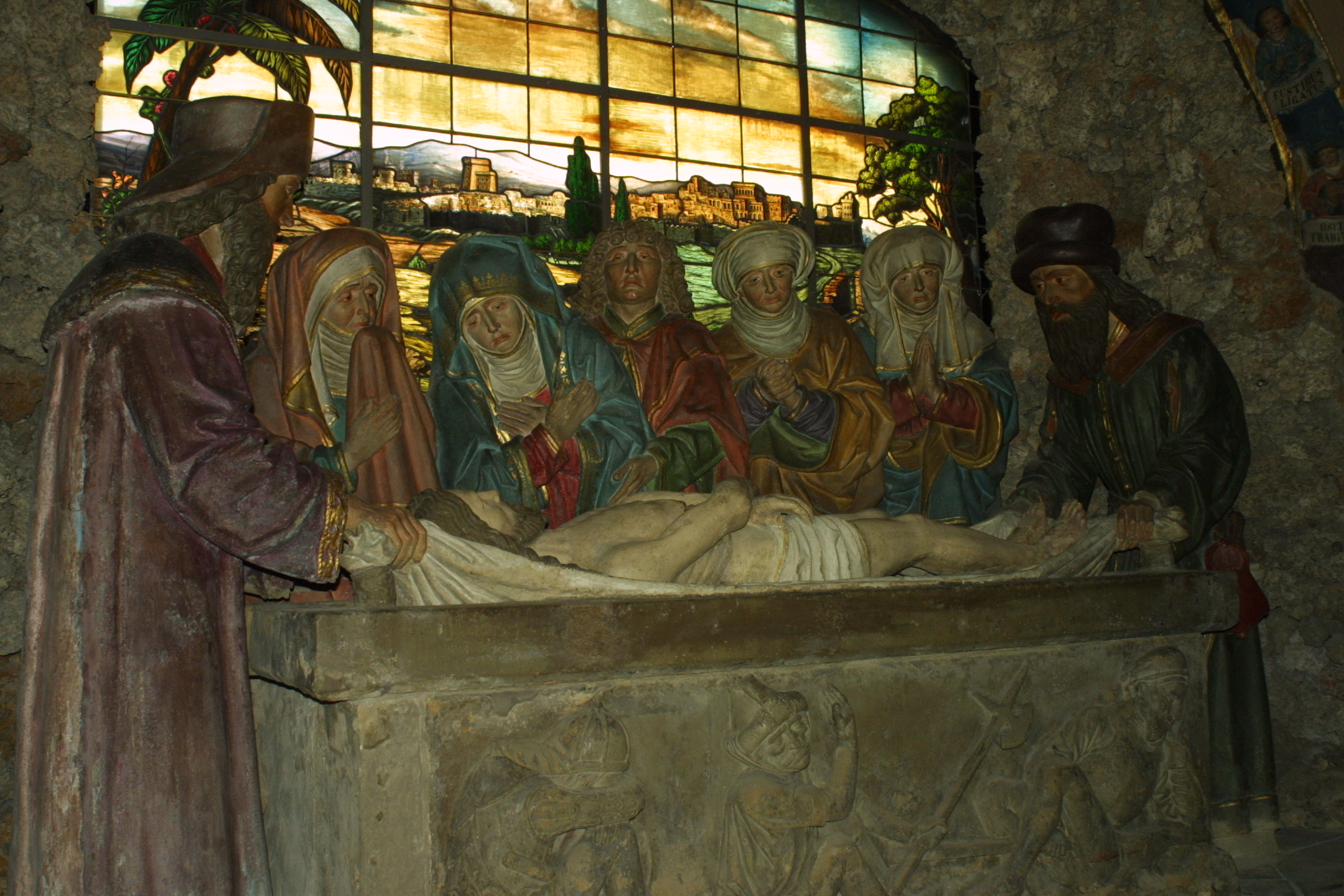
Neunte Station des Bamberger Kreuzwegs
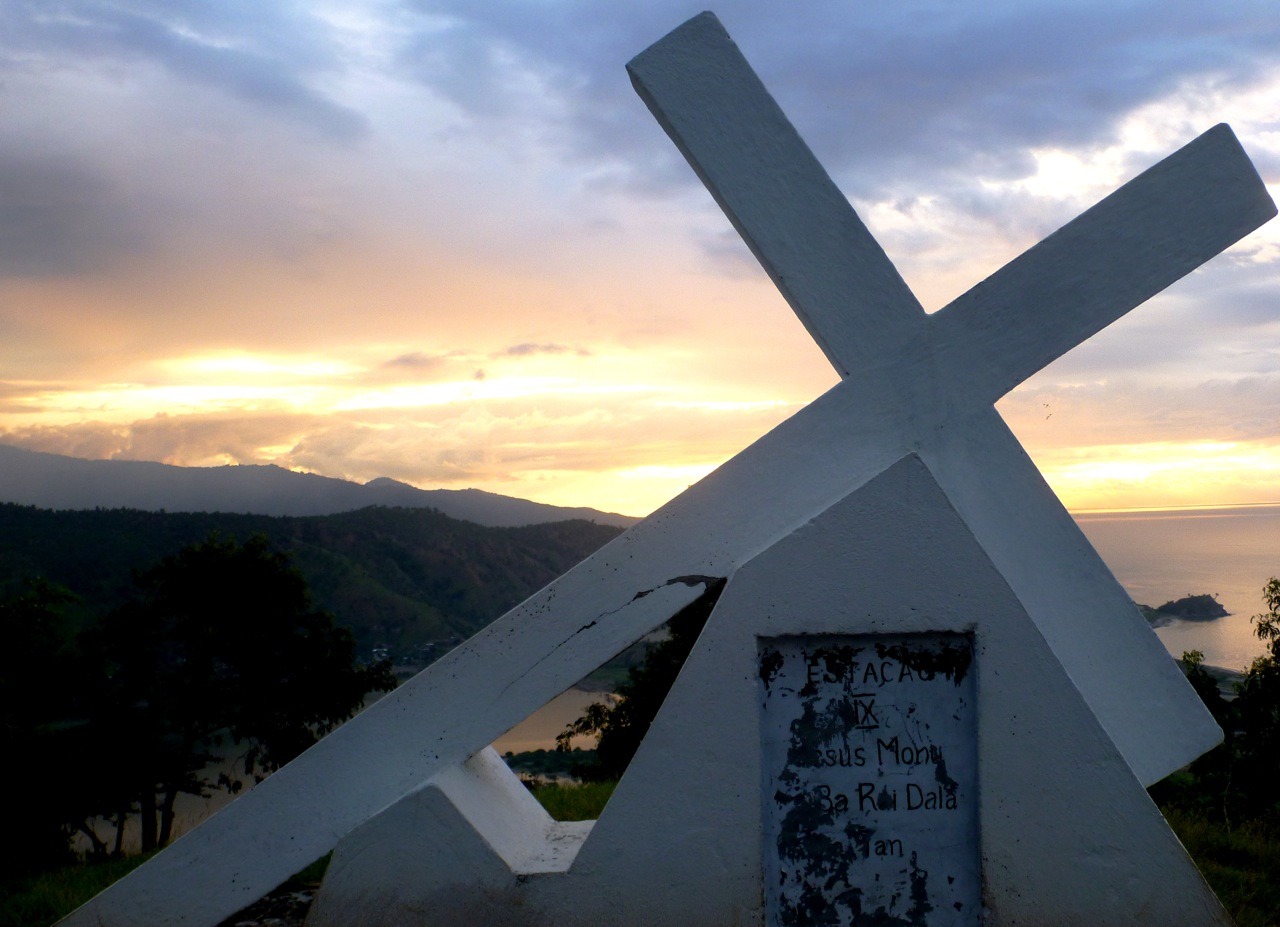
Neunte Station des Kreuzwegs in Tasitolu, Osttimor
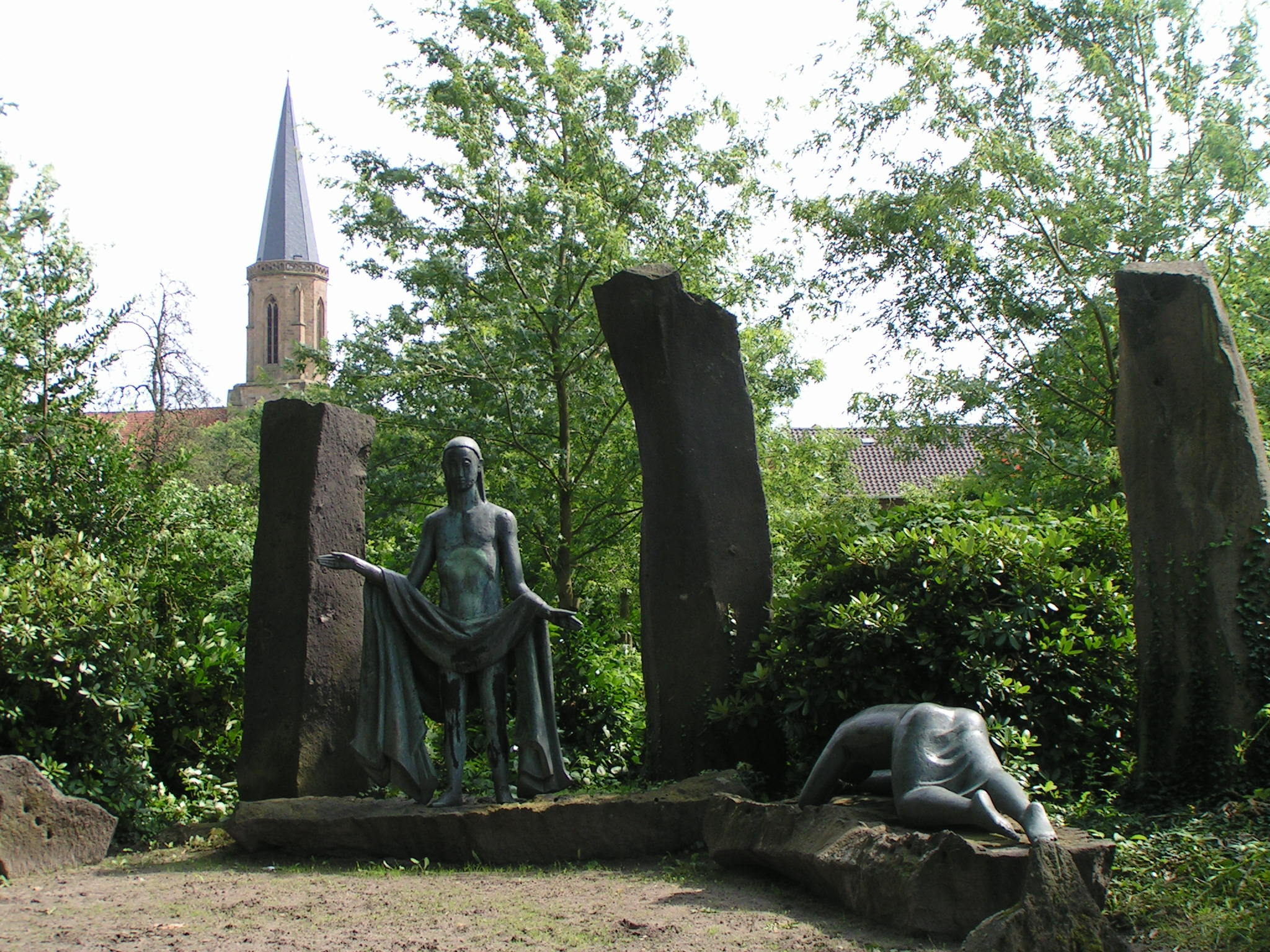
Auferstehungsszene des Kreuzwegs in Telgte
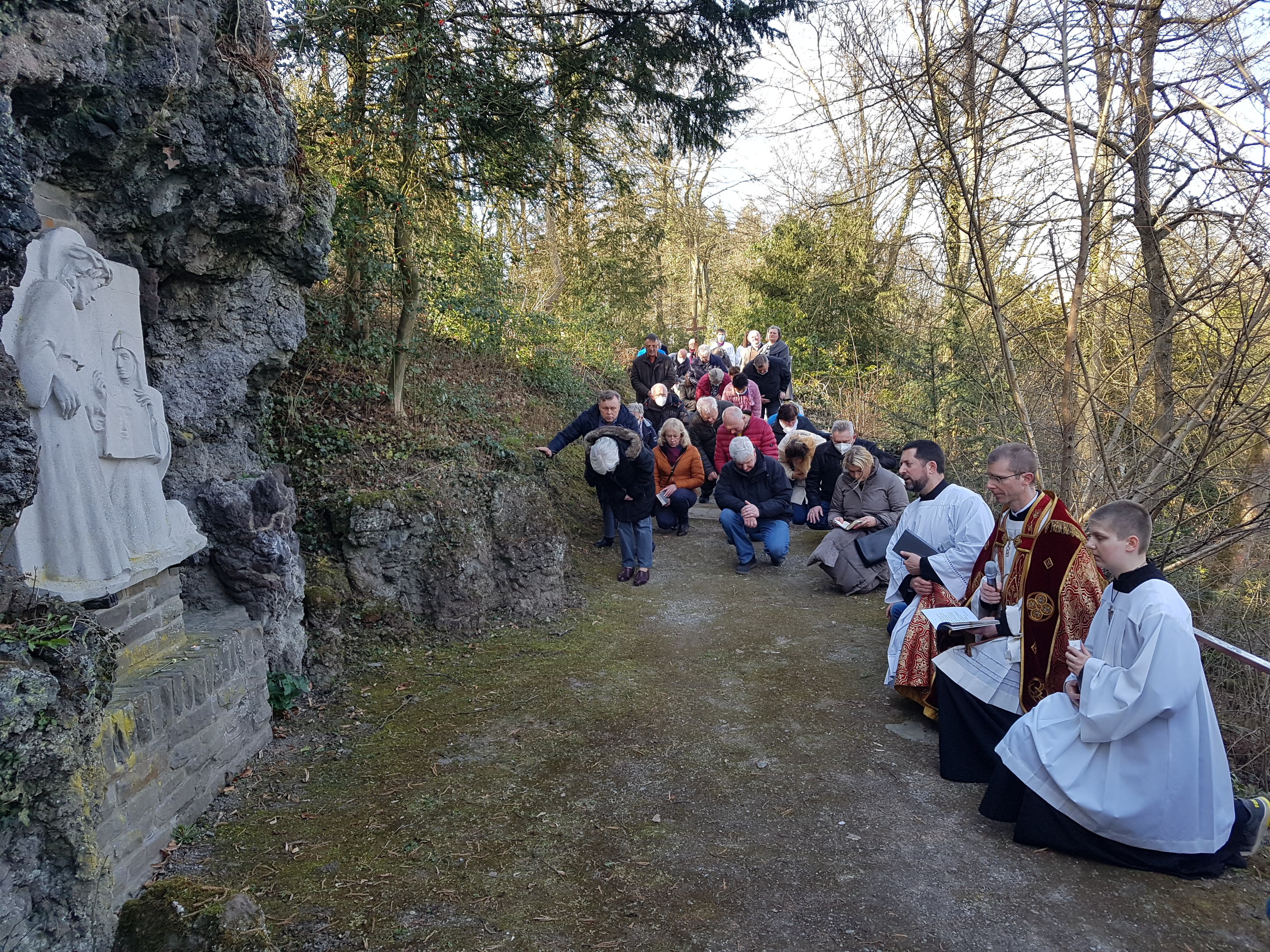
Kreuzweg am Kreuzberg in Neviges, vor der 6. Station

## Neue Formen des Kreuzweges

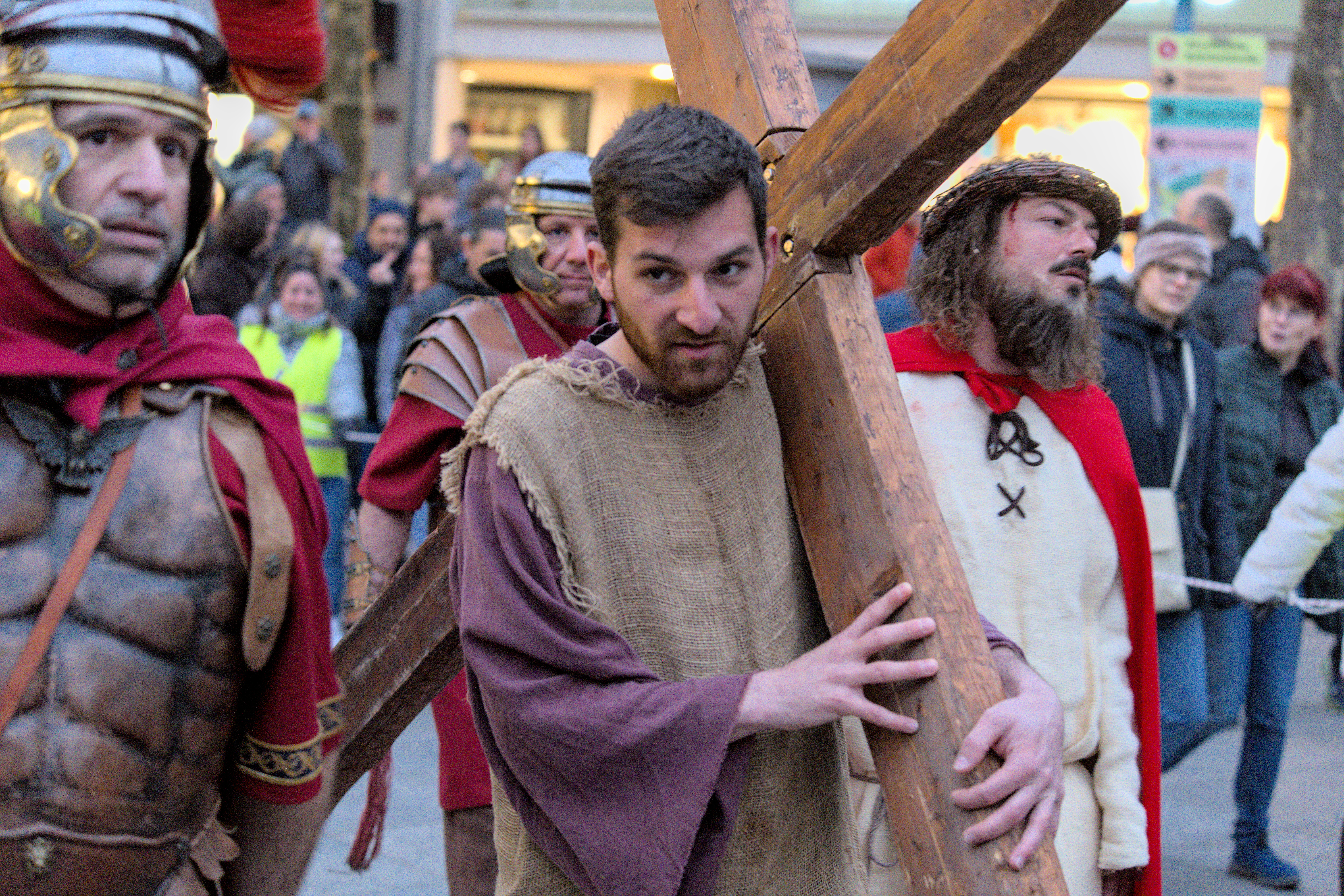
Simon von Cyrene, Lebendiger Kreuzweg, Ulm, Karfreitag 2025

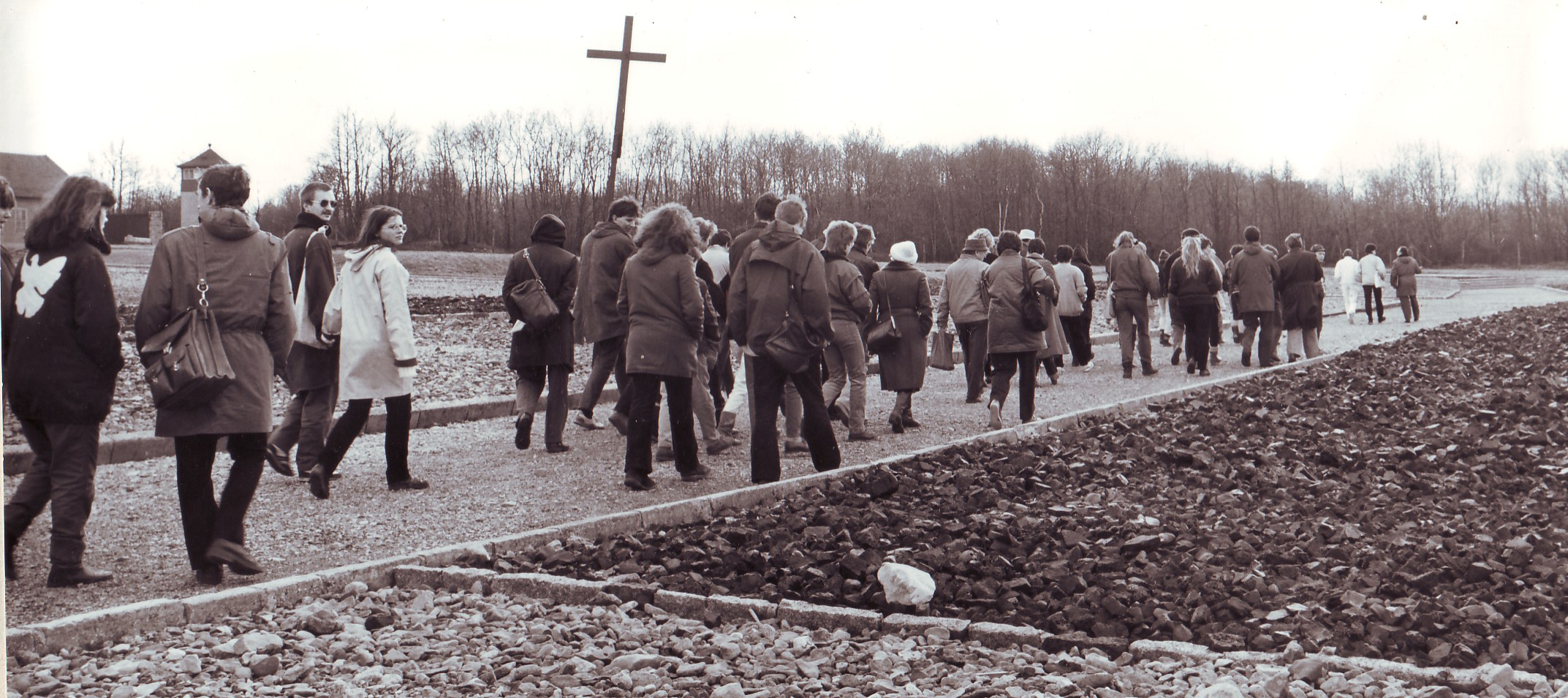
Kreuzweg der Christlichen Friedenskonferenz (CFK), Thüringen (April 1987)

Als im deutschsprachigen Raum neuartige Umsetzungen des Kreuzwegs sind die von italienischen Einwanderern nach süditalienischen und sizilianischen Vorbildern gestalteten und zum Teil in italienischer Sprache abgehaltenen Prozessionen in Stuttgart-Bad Cannstatt („Passione vivente“ seit 1979), das Bensheimer Passionsspiel (Eigenbezeichnung Kreuzweg seit 1983), die Via Crucis in Saarlouis (seit 2000) und der Lebendige Kreuzweg in Ulm und Neu-Ulm (seit 2004) anzusehen.
Christliche und evangelisch-kirchliche Gruppen begannen Anfang der 1980er-Jahre, das Areal der Nationalen Mahn- und Gedenkstätte Buchenwald bei Weimar für sozial- bzw. friedenspädagogische Arbeit zu nutzen. Die Arbeitsgruppe Thüringen der Christlichen Friedenskonferenz lud zusammen mit der evangelischen Martinigemeinde Erfurt zu einem „Kreuzweg für den Frieden“ ein, bei dem die Teilnehmer an einzelne Opfergruppen des Lagers erinnerten. Dabei gehörten auch der Gedenkstein an die „Aktionsjuden“ von 1938 neben anderen Erinnerungsstätten für Häftlinge verschiedener Nationen zu den Haltepunkten. Im „Bunker“ wurde an das Schicksal des evangelischen Pastors Paul Schneider und des katholischen Priesters Otto Neururer (von Papst Johannes Paul II. seliggesprochen) erinnert und am Krematorium an die dort ermordeten Häftlinge, u. a. an den prominenten KPD-Vorsitzenden Ernst Thälmann. Diese Kreuzwege mit Bibellesung und Gebet fanden teilweise mehrmals jährlich eineinhalb Jahrzehnte hindurch statt.
Der dritte ökumenische „Kreuzweg der Schöpfung“ machte sich am 1. Sonntag der Fastenzeit 2012 auf den Weg durch Niedersachsen. Dieser Kreuzweg geht auf eine Initiative des Bistums Hildesheim der katholischen Kirche zurück. Er begann am Geflügelschlachthof Wietze. Am 2. Sonntag der Fastenzeit führte der Kreuzweg von der evangelischen Kirche Remlingen zum Atommülllager Asse II. Der dritte Teil des Kreuzweges führte am 3. Sonntag der Fastenzeit von Salzgitter-Thiede über Asse zum Schacht Konrad. Die letzte Station führte vom Verladekran für Castor-Behälter in Dannenberg zur katholischen Kirche St. Peter und Paul. Ein während des Kreuzweges mitgeführtes 4,50 Meter hohes und 2,50 Meter breites Kreuz wurde nach dem Gorlebener Gebet bei den anderen Kreuzen aufgestellt.

## Kreuzweglieder
Mehrfach wurden die 14 Kreuzwegstationen in Liedform gebracht. Bei der Kreuzwegandacht kann das gemeinsame Singen der zugehörigen Liedstrophe die Betrachtung der jeweiligen Station abschließen. Viele Diözesangesangbücher vor dem Gotteslob (1975) enthielten das Kreuzweglied Ich sehe dich, o Jesus, schweigen. Eine Kontrafaktur dieses Liedes ist Du schweigst, Herr, da der Richter feige, das Maria Luise Thurmair 1960 verfasste und für das Gotteslob 1975 (Nr. 185) überarbeitete. Beide Lieder stehen nicht im gemeinsamen Teil des Gotteslobs (2013).

## Vertonungen
- Franz Liszt vertonte das Thema 1878/1879 in Via Crucis – Die 14 Kreuzwegstationen für Chor, Solostimme, Orgel oder Klavier (Originaltitel Via Crucis – Les 14 Stations de la Croix pour Choeur et Soli, avec accompagnement d’orgue ou pianoforte, Searle 53).
- Marcel Dupré improvisierte im Jahr 1931 in einem musikalisch-literarischen Gottesdienst über Texte aus Paul Claudels Text Le Chemin de la Croix. Unter diesem Titel veröffentlichte Dupré diesen Kreuzweg mit vierzehn Stationen im Jahr darauf als op. 29; es gehört zu den Hauptwerken des Komponisten.